# たかとう匡子
たかとう 匡子（たかとう まさこ、1939年2月16日 - ）は、日本の詩人。兵庫県神戸市生まれ。本姓・高藤（たかふじ）。1961年武庫川女子大学卒。1961年から2004年まで高校の国語教師。詩人・歌人の野田かおりは、教え子。2006年詩集『学校』で第8回小野十三郎賞受賞。2015年、第39回井植文化賞受賞。2018年『私の女性詩人ノートⅡ』で第39回日本詩人クラブ詩界賞受賞。詩誌「イリプス」同人。

## 著書
- 『失われた調律 詩集』芸風書院 1981
- 『たかとう匡子詩集』芸風書院 日本現代女流詩人叢書 1983
- 『危機たちの点描 たかとう匡子詩集』摩耶出版社<神戸現代詩叢書> 1985
- 『詩集　ヨシコが燃えた』編集工房ノア 1987
  - 『新編ヨシコが燃えた：たかとう匡子詩集』澪標 2007
  - 『よしこがもえた』田島征彦絵 新日本出版社 2012
- 『詩集　対話』素人社 1991
- 『地図を往く』土曜美術社出版販売 21世紀詩人叢書 1993
- 『竹内浩三をめぐる旅』編集工房ノア 1994
- 『神戸・一月十七日未明 たかとう匡子詩集』編集工房ノア 1995
- 『地べたから視る 神戸下町の詩人林喜芳』編集工房ノア 1995
- 『ユンボの爪 たかとう匡子詩集』砂子屋書房 1997
- 『立ちあがる海』思潮社 1999
- 『水嵐』思潮社 2001
- 『水よ一緒に暮らしましょう』思潮社 2003
- 『学校』思潮社 2005
- 『神戸ノート』編集工房ノア 2005
- 『詩集　女生徒』思潮社 2009
- 『私の女性詩人ノート』思潮社 2014　ISBN　978-4-7837-1691-4
- 『私の女性詩人ノートⅡ』思潮社 2017　ISBN　978-4-7837-3809-1
- 『たかとう匡子詩集』思潮社<現代詩文庫>、2018年。ISBN　978-4-7837-1017-2
- 『耳凪ぎ目凪ぎ』思潮社、2020年。ISBN　978-4-7837-3675-2
- 『私の女性詩人ノートⅢ』思潮社、2023年。ISBN　978-4-7837-3828-2

## 注
1. ↑  『文芸年鑑』2008年
2. ↑  野田かおり『宇宙の箱』澪標、2016年。ISBN 9784860783297, 帯にたかとう匡子の八行の推薦文あり。あとがきにも野田かおりが、たかとう匡子の教え子との記述あり。
3. ↑  『よしこがもえた』著者紹介
4. ↑  「井植文化賞」に４人と２団体　兵庫